# 短暫的生命
《短暫的生命》是一套2009年上映以虐兒及孌童為題材的香港电影，由罗守耀監製、編劇及導演；唐寧及邵美琪領銜主演；張文慈、彭敬慈、呂慧儀、鄧上文及張紋嘉主演；羅芷晴特別介紹；張兆輝及許紹雄特別客串。

## 劇情大綱
內容是關於一個母親虐殺自己十一歲的女兒；調查發覺女兒一直在母親知情的情況下被母親的同居男友侵犯，涉及亂倫、戀童、強姦、酷刑逼供等富爭議的題目。

## 人物角色
| 演員   | 角色          | 備註                                                                         |
| 邵美琪 | 王瑞芳        | Josephine 警務處助理處長 楊頌恩之母 林妙翠、Barbara、Ivy、阿英之上司         |
| 唐 寧  | 李碧琪        | 何曦兒的母親 阿強的同居女友 虐打何曦兒致死                                   |
| 羅芷晴 | 何曦兒        | 李碧琪之女兒，被其虐打致死，終年十一歲 於九歲時開始被阿強性侵 只在回憶中出現 |
| 彭敬慈 | 曹永強        | 李碧琪之同居男友 於何曦兒九歲時開始性侵其 已被警方拘捕                       |
| 張文慈 | 林妙翠        | 貓姐 督察 Ricky之上司 李律師、羅導演之好友 「何曦兒被虐案」之說書人          |
| 呂慧儀 | Barbara       | 總督察 王瑞芳下屬                                                            |
| 鄧上文 | Ivy           | 警長 王瑞芳下屬                                                              |
| 張紋嘉 | 楊頌恩 (Joey) | 王瑞芳之女                                                                   |
| 張兆輝 | 羅導演        | 客串 影射羅守耀                                                              |
| 許紹雄 | 李律師        | 孫慧雪之父 林妙翠、羅導演之好友                                              |
| 孫慧雪 |               | 李律師之女                                                                   |
| 沈穎婷 | 阿 英         | 警員 王瑞芳下屬                                                              |
| 劉家聰 | Ricky         | 警員 林妙翠之下屬                                                            |
| 楊焉   |               | 孫慧雪好友                                                                   |
| 連詩雅 |               | 孫慧雪好友                                                                   |